# Brossainc
Brossainc é uma comuna francesa na região administrativa de Auvérnia-Ródano-Alpes, no departamento de Ardèche. Estende-se por uma área de 4,38 km². Em 2010 a comuna tinha 278 habitantes (densidade: 63,5 hab./km²).